# Pitchanis (Latchine)
Pitchanis est un village de la région de Latchine en Azerbaïdjan.

## Histoire
En 1992-2020, Pitchanis était sous le contrôle des forces armées arméniennes. Le 1er décembre 2020, le village repasse sous la souveraineté de l'Azerbaïdjan, comme l'ensemble du raion de Latchine, conformément à l'accord de cessez-le-feu du Haut-Karabakh.

## Population
Selon les statistiques de 1912, la population du village de Pitchanis est de 335 personnes.

## Économie
La principale occupation de la population du village est l'élevage.

## Culture
Il y a une école secondaire, un centre culturel, une école de musique, un bureau de poste, un centre médical, une école maternelle, une bibliothèque, un magasin, une ancienne mosquée et une ancienne église appartenant à l'Albanie du Caucase dans le village de Pitchanis. Il existe aussi un moulin à eau près du village et un monument historique appelé pont Tchitcheyin construit sur la rivière.